# Actividad editorial en Vigo
Desde el siglo XIX la ciudad de Vigo se fue conformando como el mayor centro editorial de Galicia. Los orígenes de la imprenta en la ciudad están ligados al crecimiento de la misma, la defensa de los intereses locales y el esparcimiento de ideas progresistas. El 3 de noviembre de 1853 el impresor Ángel de Lema y Marina publica el primer número de Faro de Vigo, con el apoyo de dos personalidades combativas, José Carvajal y el poeta José María Posada, que afrontaron los conflictos de aquel momento (el problema del lazareto de la Isla de San Simón, que causó disputas con La Coruña, la emigración, la lucha por el ferrocarril y la miseria del mundo agrario). En 1856 se crea la Imprenta Compañel en la calle Real, dirigida por el impresor Juan Compañel con apoyo de Alexandre Chao y de Manuel Murguía. Se trataba de una editorial regionalista en línea del espíritu del Bienio Progresista. La editorial publicó diversos libros de ciencia, literatura, educación, pensamiento y boletines como suplemento del periódico, pero su título más destacado es Cantares Gallegos de Rosalía de Castro, con pie de imprenta del 17 de mayo de 1863.

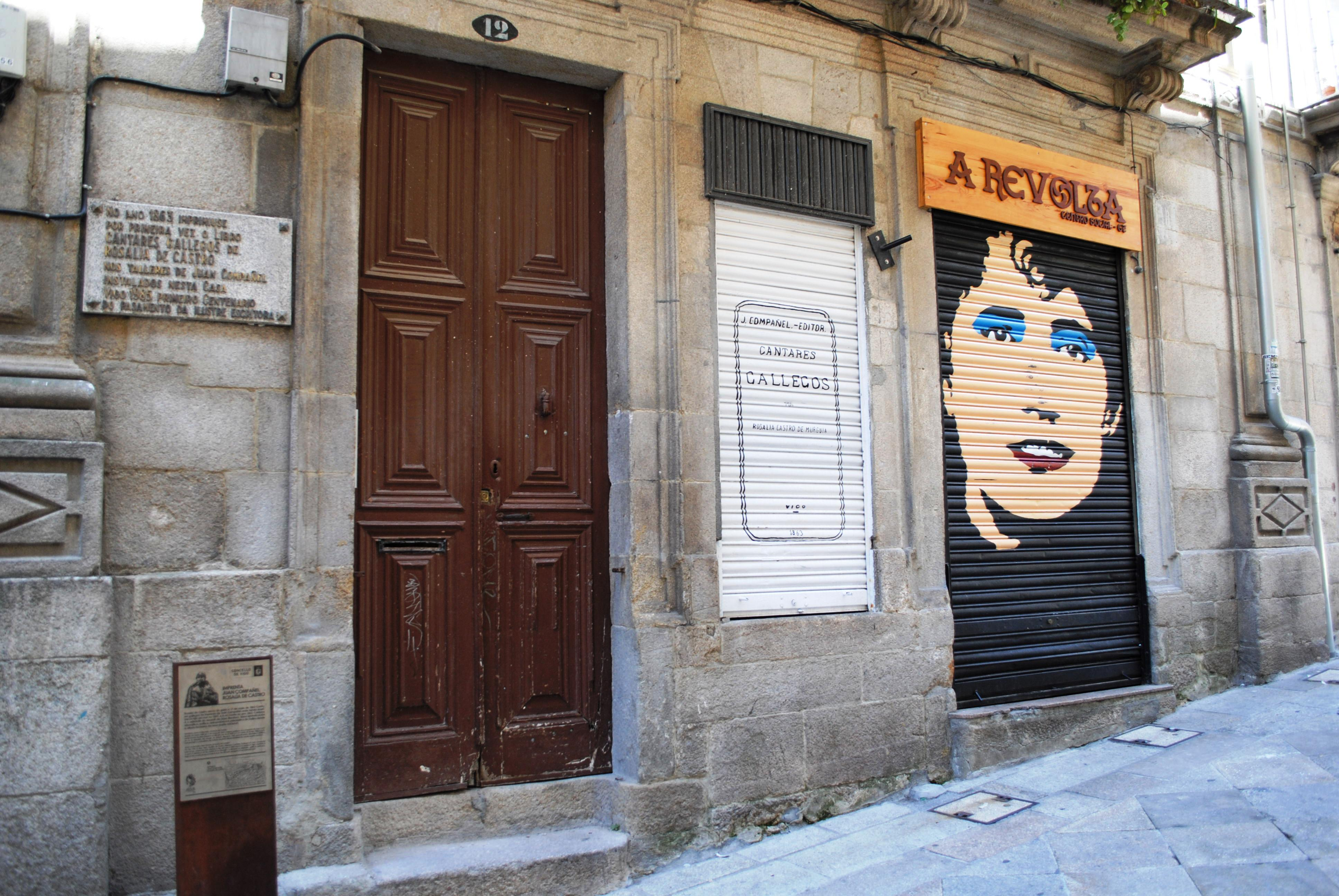
Antigua Imprenta Compañel, en donde se publicó en 1863 la obra Cantares Gallegos.

Poco a poco va creciendo la actividad editorial en la ciudad, pero el empuje definitivo llega luego de la guerra civil, sobre todo en el ámbito de las editoriales galleguistas, aunque aparecen algunas iniciativas en español que tienen gran interés.
En 1948 Luís Viñas Cortegoso y Xosé María Álvarez Blázquez crean el anticuario Monterrey, en la calle Pi i Margall y dos años más tarde fundan Editorial Monterrey. Empezaron publicando libros de bibliofilia, entre ellos el polémico Cancionero de Monfero, que no era la edición de un códice medieval si no poemas de estilo medieval escritos por Xosé María Álvarez Blázquez. En 1950 se funda Editorial Galaxia, su objetivo era crear un espacio para la potenciación y modernización del galleguismo. Aunque se trata de una editorial generalista de carácter nacionalista, desde sus comienzos fijó su línea editorial, que se centraba en la publicación de literatura gallega, ensayo y la revista Grial.
En 1964 los hermanos Álvarez Blazquez abren un nuevo proyecto editorial, Ediciones Castrelos, con dos líneas editoriales fundamentales: clásicos gallegos, en la colección Follas novas, y la primera colección de cultura popular gallega, Los Libros de Moucho, que publicaba libros de diferentes temáticas escritos por los editores, especialmente de Xosé María.
En 1960 se funda la editorial SEPT, vinculada a la fundación del mismo nombre, una editorial especializada en libro cristiano en gallego. Hay que destacar la publicación de la primera edición de la Biblia en gallego.
En 1977 se recupera en Vigo A Nosa Terra, que en sus comienzos publica solo el semanario del mismo nombre, pero luego se convierte en editorial generalista de marcada línea nacionalista e independentista.
La llegada de las autonomías potencia las ediciones en gallego, y con ella, la aparición de nuevas editoriales, que eligen Vigo como sede. En 1979 Julián Maure Rivas y Germán Sánchez Ruipérez, responsable de Editorial Anaya, crean Edicións Xerais de Galicia, especializada en sus comienzos en libros de texto y literatura gallega.